# Surveyor–3

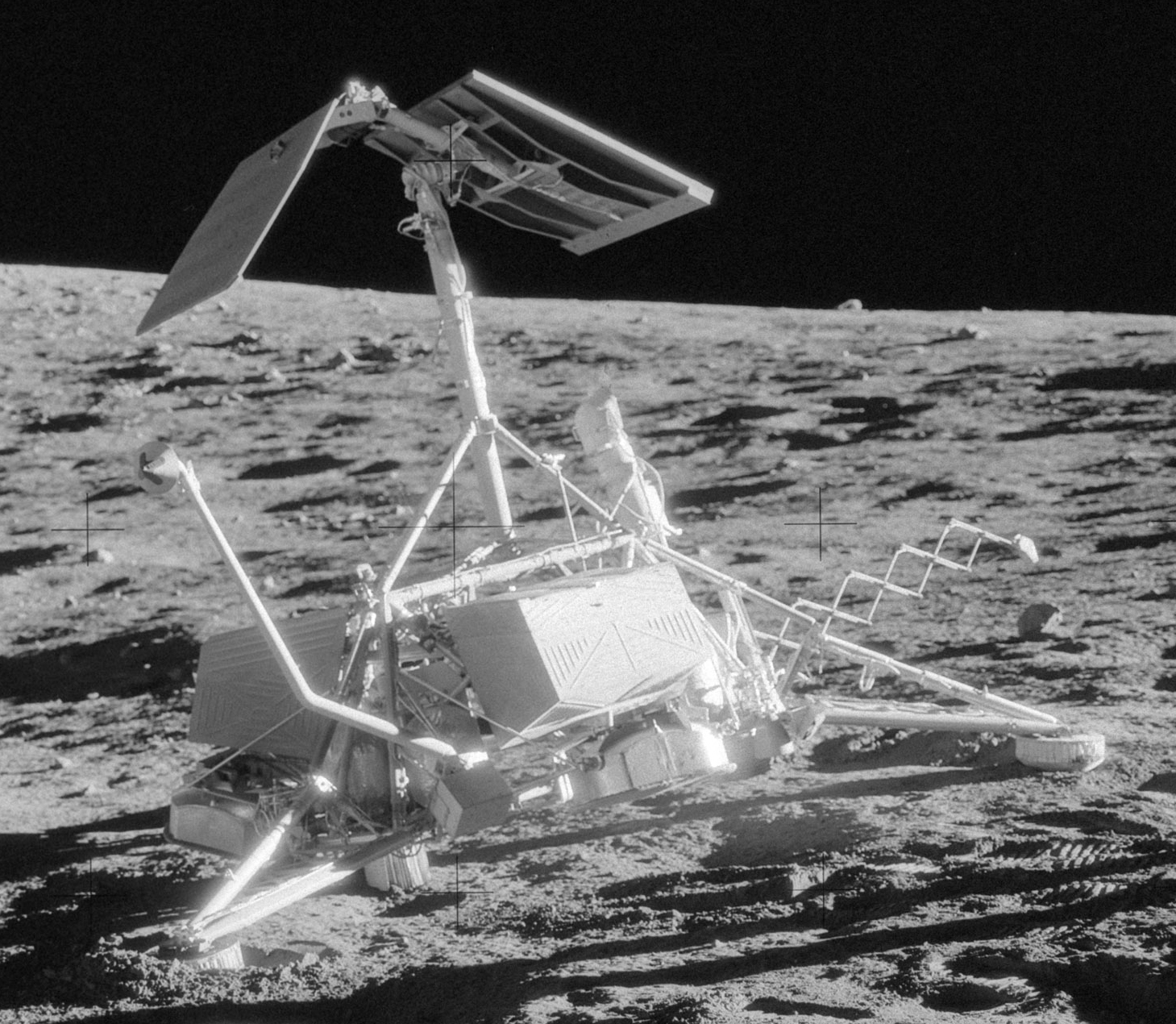
Az űrszonda a Holdon

Surveyor–3 (angolul: térképész) az amerikai Surveyor-program űrszondája, amely sima leszállást hajtott végre a Holdon.

## Küldetés
A NASA tévé-kamerával, talajmechanikai berendezésekkel és analizátorokkal felszerelt szerkezeteket kívánt eljuttatni a Hold felszínére. A program célja, elősegíteni az Apollo-program keretében végrehajtandó emberes Holdra szállását.

## Jellemzői
1967. április 17-én egy Atlas–Centaur rakétával indították a Air Force Eastern Test Range űrbázisról. A második kozmikus sebességet elérve direkt pályán indult a Hold felé. Repülés közben a Földtől 185 000 kilométerre a pályakorrekciót hideggázrakétákkal végeztek, helyzetét stabilizálták. A referencia érzékelők a Napot és a Canopus csillagot vették célba.
Holdra szállás közben a folyékony hatóanyagú fékezőrakéták működését az automata, fedélzeti radar-magasságmérő jelei vezérelték. Néhány méteres szabadesés után a három korong alakú leszállótalpra leszállóegységként sikeres landolást hajtott végre. Április 20-án alig valamivel a tervezett leszállóhely, az Oceanus Procellarumon ért talajt, 4 kilométerre a tervezett helyszíntől. A stabilizáló hajtóművek érzékelői alapján még kétszer megemelte a szerkezetet, csak a harmadik leszállási helyet fogadva el. Leszállást követő egy órán belül megkezdte adatszolgáltatását.
Az űreszköz felépítése, műszerezettsége megegyezett a Surveyor–1 és Surveyor–2 űrszondával. A Surveyor 3 méter magas, három lábon álló dúralumínium, csővázas építmény. A váz fogta össze a üzemanyagtartályt, rakétahajtóművet, telekommunikációs egységet, vezérlőegységet, az 1,5 méterre kinyúló manipulátorkart, antennákat. Energiaellátását akkumulátorok (cink-ezüst) és napelemek (1 négyzetméter, 3960 napelemlapocska) összehangolt egysége biztosította. Tömege induláskor 1.5 tonna, leszállás után 300 kilogramm.
A kamera és kiegészítő egységeivel 360 fokban 6315 felvételt készített vörös, kék és zöld szűrők közbeiktatásával, ezeket átalakítás után a Földre sugározta, ahol összeállították a környezet színes panorámaképét. Az első 500 felvétel értékelhetetlen volt, a Nappal szembe dolgozó kamera képei világos foltok voltak. A beavatkozást követően már minőségi képeket biztosított.
Az első holdéjszakáján  hőmérséklet-méréseket végzett és felvételt készített a fogyatkozásról. Május 4-én befejezte működését. A holdéjszaka után nem sikerült működésbe hozni. Az Apollo–12 156 méterre landolt az egységtől, űrhajósai megvizsgálták, egyes részeit, tévékameráját leszerelték, összesen 10 kilogramm részegységet (kábelek, csatlakozók, szigetelő anyag) hoztak vissza a Földre.